# Shivpuri (distrikt)
Shivpurī är ett distrikt i Indien.   Det ligger i delstaten Madhya Pradesh, i den centrala delen av landet, 400 km söder om huvudstaden New Delhi. Antalet invånare är 1 726 050. Arean är 10 290 kvadratkilometer. Shivpurī gränsar till Sheopur.
Terrängen i Shivpurī är kuperad åt nordväst, men åt sydost är den platt.
Följande samhällen finns i Shivpurī:
- Shivpuri
- Bāmor Kalān
- Karera
- Kolāras
- Narwar
- Badarwās
- Bijroni